# Stenolophus plebjus
Stenolophus plebjus är en skalbaggsart som beskrevs av Pierre François Marie Auguste Dejean. Stenolophus plebjus ingår i släktet Stenolophus och familjen jordlöpare. Inga underarter finns listade i Catalogue of Life.